# 门框胡同
39°53′47″N 116°23′46″E / 39.89648770000001°N 116.3960175°E

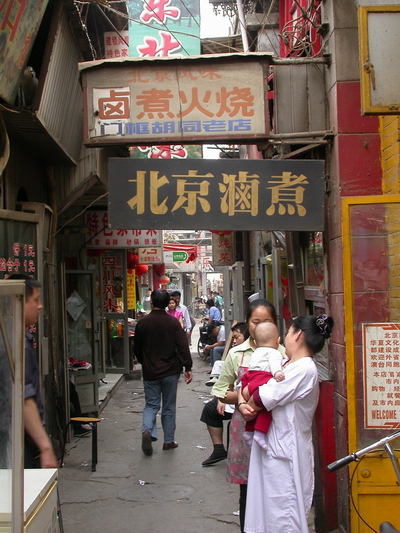
门框胡同

门框胡同，是北京市西城区中部的一条胡同，位于大栅栏商业区。

## 简介
门框胡同北起廊房头条，南到大栅栏街。门框胡同出现在清朝光绪年间。这条窄小的胡同原本没有名字。后来附近商业街的商人集资在该胡同中兴建了一座过街的财神佛楼，俗称“过街楼”。该楼是在东西靠墙立着的两块石板上横放几块厚石板，把佛楼架起。行人自南北两侧看，过街楼下面很像个“门框”，所以该胡同得名“门框胡同”。 该名称一直沿用至今。
门框胡同虽十分窄小，但为繁华的商业街。胡同内有北京早期的戏院同乐轩，后来改为同乐电影院。还有和月盛斋齐名的复顺斋酱牛肉铺。门框胡同内还汇聚了爆肚、豆汁、切糕、羊杂碎、油茶、茶汤、老豆腐、豆腐脑等小吃摊，所以门框胡同过去有“小吃街”之称。
当年的门框胡同汇聚了京城著名的小吃摊，从南到北依次有：复顺斋酱牛肉；年糕王；豌豆黄宛；油酥火烧刘；馅饼陆；爆肚杨；卖年糕、炒饼、汤圆的厨子杨；年糕杨；豆腐脑白；爆肚冯；奶酪魏；康家老豆腐；炒火烧沙；包子杨；同义馆涮羊肉；瑞宾楼（原名祥瑞饭店）褡裢火烧；德兴斋的烧羊肉白汤杂碎；俊王爷烧饼等等。这些贩卖小吃的小摊饭铺虽然门脸不大，但几乎每家都有悠久的历史和丰富的传说。
早年的大栅栏地区不仅是京城的商业中心，还是一个娱乐中心，云集了“广和楼”、“广德楼”、“三庆戏院”、“中和戏院”、“庆乐戏院”等戏楼；“同乐电影院”、“大观楼影戏园”等影院，很多戏曲文艺界的名流常出入此地，他们也是门框胡同小吃摊的常客。文人鲁迅、巴金、丁玲等；影视界的韩兰根、陈燕燕、白杨等；戏曲界的金少山、裘盛戎、荀慧生、尚小云、李万春、谭富英等；曲艺界的常宝堃等文化界名人均是这里的忠实顾客。
从1937年到1957年，是门框胡同小吃的鼎盛时期。1957年以后，因为合作化合营与合营运动的到来，爆肚冯与爆肚杨合进门框胡同的同羲馆饭馆，其他小吃摊合进大栅栏街西口的国营茶馆，自此门框胡同小吃的私营时代结束。合营时期，爆肚冯第三代传人冯广聚之妻刘凤文进入同羲馆，作为资方代表继续负责爆肚、涮肉工作，一直到1985年退休。
中国推行改革开放后，爆肚冯第三代传人冯广聚携儿子冯秋生、冯伏生、冯云亭于1985年在前门外的廊房二条24号恢复了爆肚冯老字号。其他小吃老字号也先后恢复营业，再度成为私营的老字号。1986年厂甸市场开业，宣武区工商局找到爆肚冯、年糕钱、茶汤李、羊头李等几家特色老字号参加了厂甸市场的经营，以恢复老厂甸市场的色彩。厂甸市场开张后，这些小吃再度与北京人见面，受到欢迎。其间，国家领导人及北京市领导也鼓励这些小吃。例如溥杰曾亲自来爆肚冯品尝过几次，评价很高；北京市副市长孙孚凌也亲自为爆肚冯开业剪彩。
1992年，西四小吃胡同开业，爆肚冯和门框胡同豆腐脑白、奶酪魏共同参加了西四小吃胡同的经营，受到北京人的欢迎，并获台湾《中国时报》、《香港丝路画报》、北京各报纸的报道，中国中央电视台、北京电视台、有线电视台也对这三家老字号进行了报道。1995年3月，西四小吃胡同准备扩大并重新装修，但由于资金不到位，该计划搁置，自此北京首家以北京小吃为特色的小吃胡同歇业。